# La Gacilly
La Gacilly (in bretone: Gazilieg) è un comune francese di 2 303 abitanti situato nel dipartimento del Morbihan nella regione della Bretagna.
Il 1º gennaio 2017 ha incorporato i comuni di La Chapelle-Gaceline e di Glénac.
È bagnato dalle acque del fiume Aff, nel territorio del comune delegato di La Chapelle-Gaceline.

## Società

### Evoluzione demografica
Abitanti censiti